# قضیه دکارت
در هندسه اقلیدسی قضیه دکارت بیان می‌کند که به ازای هر چهار دایرهٔ در حال «بوسه»، یا دایره‌هایی که به‌صورت مشترک مماسند، شعاع‌های دایره‌ها در یک معادله درجه دو صدق می‌کنند. با حل کردن این معادله می‌توان یکی از این دایره‌ها را با داشتن سه دایرهٔ دیگر ترسیم کرد. این قضیه نامش را از رنه دکارت گرفته است که آن را در سال ۱۶۴۳ 
در نامه‌ای به لیزابت پالاتینی، دختر فردریک پنجم و الیزابت استوارت بیان کرده بود.

## توضیح

دوایر درحال‌بوسه. با داشتن سه دایرهٔ (سیاه), می‌توان دو دایرهٔ (قرمز) با شعاع‌های متفاوت ترسیم کرد.

این مسأله اولین بار در قرن سوم پیش‌ازمیلاد در یونان باستان پدیدار شد و آپولونیوس کتاب کاملی درباره‌اش نوشت، ازین رو به مسئله آپولونیوس معروف است.
اگر سه دایرهٔ مفروض در مسئله آپولونیوس دو به دو بر یکدیگر مماس باشند، مسئله آپولونیوس دارای پنج جواب است که سه جواب آن همان دایره‌های داده شده هستند. دو دایره دیگر متناظر دایره‌های محیطی و محاطی هستند و دایره های سُدی نامیده می شوند که نامش را از شیمی‌دان فردریک سودی گرفته است که قضیهٔ دکارت را در سال 1936 برای بار دوم کشف کرد. هر کدام از دایره های سُدی با سه دایره مفروض یک مجموعه از چهار دایره را تشکیل می دهند که در شش نقطه بر یکدیگر مماس هستند. شعاع‌های این چهار دایره در رابطهٔ زیر که به قضیه دکارت معروف است صدق می کند:
K=+-1/r منفی جهت دایره محاطی و مثبت جهت دایره محیطی

| {\displaystyle (k_{1}+k_{2}+k_{3}+k_{4})^{2}=2\,(k_{1}^{2}+k_{2}^{2}+k_{3}^{2}+k_{4}^{2}).} | \| \| \| \| \| \| \| \| | (1) |
|                                                                                             |                         |     |
|                                                                                             |                         |     |
برای یافتن شعاع دایرهٔ چهارم بهتر است معادله به شکل زیر نوشته شود:

| {\displaystyle k_{4}=k_{1}+k_{2}+k_{3}\pm 2{\sqrt {k_{1}k_{2}+k_{2}k_{3}+k_{3}k_{1}}}.} | \| \| \| \| \| \| \| \| | (2) |
|                                                                                         |                         |     |
|                                                                                         |                         |     |